# João Amaral
João Pedro Reis Amaral (ur. 7 września 1991 w Vila Nova de Gaia) – portugalski piłkarz grający na pozycji pomocnika w rumuńskim klubie  Politehnica Iași.

## Przebieg kariery
Amaral jest wychowankiem klubu Vilanovense FC z rodzinnego miasta Vila Nova de Gaia. Do 24. roku życia grał w zespołach amatorskich i półamatorskich, najwyżej na trzecim poziomie rozgrywkowym. W tym samym czasie zarabiał w fabryce etykiet do wina.
W trakcie gry dla FC Pedras Rubras rozwinął się na tyle, iż został zauważony przez skautów pierwszoligowego zespołu Vitória Setúbal, gdzie trafił przed rozpoczęciem sezonu 2016/17. W ciągu dwóch sezonów w Primeira Liga zagrał w 66 meczach, w których zdobył 14 bramek. Swoimi występami zainteresował działaczy wicemistrza Portugalii – Benfiki.
29 maja 2018 podpisał trzyletni kontrakt z Benfiką, która zapłaciła za niego 600 tysięcy euro. W najbardziej utytułowanym zespole Portugalii nie zadebiutował, gdyż 21 lipca 2018 za 1,5 miliona euro przeszedł do Lecha Poznań, jednocześnie stając się najdroższym piłkarzem zakupionym przez polską drużynę w historii.
Swój pierwszy mecz w Kolejorzu rozegrał 26 lipca 2018 w zremisowanym 1:1 meczu II rundy kwalifikacji Ligi Europy przeciwko białoruskiemu Szachciorowi Soligorsk. Amaral w 70. minucie zmienił Darka Jevticia, a w 89. strzelił swojego debiutanckiego gola w barwach poznańskiej drużyny, ustalając wynik na 1:1.
Na początku 2020 roku trafił na wypożyczenie do Paços de Ferreira, tłumacząc się sytuacją prywatną. Później sam Amaral przyznał, że odszedł przez konflikt z ówczesnym trenerem Lecha, Dariuszem Żurawiem. Na wypożyczeniu przebywał do końca sezonu 2020/21, po czym wrócił do Kolejorza.
W sezonie 2021/22 zdobył z Lechem Mistrzostwo Polski, a sam Amaral miał kapitalny ligowy sezon. Po odejściu Macieja Skorży pełnił w zespole Kolejorza funkcję rezerwowego, a trener John van den Brom wielokrotnie przyznawał, że jeśli pojawi się odpowiednia oferta, Amaral będzie mógł bez problemów odejść z klubu.
11 sierpnia 2023 Lech poinformował o dojściu do porozumienia z Kocaelisporem w sprawie definitywnego transferu Portugalczyka. Amaral pozytywnie przeszedł testy medyczne i podpisał kontrakt z tureckim klubem.

## Statystyki kariery klubowej
Stan na 9 września 2022
| Klub                 | Sezon              | Liga               | Liga  | Liga   | Liga   | Puchar kraju | Puchar kraju | Puchar kraju | Europa | Europa | Europa | Inne  | Inne   | Inne   | Suma  | Suma   | Suma   |
| Klub                 | Sezon              | Liga               | Mecze | Bramki | Asysty | Mecze        | Bramki       | Asysty       | Mecze  | Bramki | Asysty | Mecze | Bramki | Asysty | Mecze | Bramki | Asysty |
| -------------------- | ------------------ | ------------------ | ----- | ------ | ------ | ------------ | ------------ | ------------ | ------ | ------ | ------ | ----- | ------ | ------ | ----- | ------ | ------ |
| Vitória Setúbal      | 2016/2017          | Primeira Liga      | 33    | 5      | 2      | 1            | 0            | 0            | 0      | 0      | 0      | 2     | 0      | 0      | 36    | 5      | 2      |
| Vitória Setúbal      | 2017/2018          | Primeira Liga      | 33    | 9      | 2      | 1            | 0            | 0            | 0      | 0      | 0      | 6     | 0      | 2      | 40    | 9      | 4      |
| Vitória Setúbal      | Ogólnie            | Ogólnie            | 66    | 14     | 4      | 2            | 0            | 0            | 0      | 0      | 0      | 8     | 0      | 2      | 76    | 14     | 6      |
| Lech Poznań          | 2018/2019          | Ekstraklasa        | 25    | 8      | 3      | 2            | 1            | 0            | 3      | 1      | 2      | 0     | 0      | 0      | 30    | 10     | 5      |
| Lech Poznań          | 2019/2020          | Ekstraklasa        | 15    | 3      | 4      | 2            | 0            | 1            | 0      | 0      | 0      | 0     | 0      | 0      | 17    | 3      | 5      |
| Lech Poznań          | Ogólnie            | Ogólnie            | 40    | 11     | 7      | 4            | 1            | 1            | 3      | 1      | 2      | 0     | 0      | 0      | 47    | 13     | 10     |
| Lech II Poznań       | 2019/2020          | eWinner II liga    | 1     | 0      | 0      | 0            | 0            | 0            | 0      | 0      | 0      | 0     | 0      | 0      | 1     | 0      | 0      |
| Lech II Poznań       | Ogólnie            | Ogólnie            | 1     | 0      | 0      | 0            | 0            | 0            | 0      | 0      | 0      | 0     | 0      | 0      | 1     | 0      | 0      |
| FC Paços de Ferreira | 2019/2020          | Primeira Liga      | 19    | 1      | 4      | 1            | 0            | 0            | 0      | 0      | 0      | 0     | 0      | 0      | 20    | 1      | 4      |
| FC Paços de Ferreira | 2020/2021          | Primeira Liga      | 29    | 1      | 3      | 2            | 0            | 1            | 0      | 0      | 0      | 1     | 0      | 0      | 32    | 1      | 4      |
| FC Paços de Ferreira | Ogólnie            | Ogólnie            | 48    | 2      | 7      | 3            | 0            | 1            | 0      | 0      | 0      | 1     | 0      | 0      | 52    | 2      | 8      |
| Lech Poznań          | 2021/2022          | Ekstraklasa        | 32    | 14     | 8      | 4            | 3            | 0            | 0      | 0      | 0      | 0     | 0      | 0      | 36    | 17     | 8      |
| Lech Poznań          | 2022/2023          | Ekstraklasa        | 7     | 1      | 1      | 0            | 0            | 0            | 9      | 2      | 1      | 0     | 0      | 0      | 16    | 3      | 2      |
| Lech Poznań          | Ogólnie            | Ogólnie            | 39    | 15     | 9      | 4            | 3            | 0            | 9      | 2      | 1      | 0     | 0      | 0      | 52    | 20     | 10     |
| Ogólnie w karierze   | Ogólnie w karierze | Ogólnie w karierze | 194   | 42     | 27     | 13           | 4            | 2            | 12     | 3      | 3      | 9     | 0      | 2      | 228   | 49     | 34     |